# Tillamook, Oregon
Tillamook är ett samhälle (city) i Tillamook County i delstaten Oregon i USA, känt för sin ostindustri. Tillamook är administrativ huvudort (county seat) i Tillamook County. 